# Darren Alfred
Darren Alfred (* 28. August 1996) ist ein trinidadischer Leichtathlet, der in den Sprintdisziplinen an den Start geht.

## Sportliche Laufbahn
Darren Alfred tritt seit 2015 in Wettkämpfen in den Sprintdisziplinen an. Seit 2017 fokussiert er sich hauptsächlich auf den 400-Meter-Lauf. Im Juni des Jahres verbesserte er seine Bestzeit auf 46,73 s. Zwei Monate später nahm er an der Universiade in Taipeh teil, bei der er in das Finale einziehen konnte. Darin belegte er allerdings schließlich den achten und damit letzten Platz. 2019 siegte er über 200 Meter bei den nationalen Meisterschaften seines Heimatlandes. Im 400-Meter-Lauf stellte er bei den gleichen Meisterschaften seine persönliche Bestzeit von 46,63 s auf und war mit dieser Zeit auch Teil der trinidadischen 4-mal-400-Meter-Staffel bei den Weltmeisterschaften in Doha. Mit dieser Staffel gelang es in das Finale einzuziehen, für das Alfred später Machel Cedenio weichen musste. Das neugebildete Quartett beendete das Finale schließlich auf dem fünften Platz.
Alfred studiert seit 2019 an der St. Augustine’s University im US-Bundesstaat North Carolina.

## Wichtige Wettbewerbe
| Jahr                            | Veranstaltung                   | Ort                             | Platz                           | Disziplin                       | Weite / Zeit                    |
| Startet für Trinidad und Tobago | Startet für Trinidad und Tobago | Startet für Trinidad und Tobago | Startet für Trinidad und Tobago | Startet für Trinidad und Tobago | Startet für Trinidad und Tobago |
| ------------------------------- | ------------------------------- | ------------------------------- | ------------------------------- | ------------------------------- | ------------------------------- |
| 2017                            | Universiade                     | Taipeh                          | 8.                              | 400 m                           | 47,93 s                         |
| 2019                            | Weltmeisterschaften             | Doha                            |                                 | 4 × 400 m                       | 3:01,35 min (Vorlauf)           |

## Persönliche Bestleistungen
Freiluft
- 400 m: 46,63 s, 27. Juli 2019, Port of Spain

Halle
- 400 m: 48,08 s, 24. Februar 2019, Boston